# Bemaneviky West
Bemaneviky West is een plaats en commune in het noorden van Madagaskar, behorend tot het district Ambanja, dat gelegen is in de regio Sofia. Tijdens een volkstelling in 2001 telde de plaats 4.493 inwoners.